# Карнея
Карнея (гр.:Κάρνεια, Κάρνεα съответно „Ка̀рнея“, или „Карнеа“) и името на един от деветте големи национални фестивали на Спарта, провеждан в чест на Аполон Карней.

## История и произход
Не е сигурно дали „Карн“ или „Карней“ е старо пелопонеско божество, което впоследствие е идентифицирано с Аполон или просто негова форма („еманация“); но няма съмнение в това, че Карней е отговорен за името и то означава „бог на стадата и ятата“ (според Хезихий, Карнос – гр.: Κάρνος), а в по широк смисъл на реколтата и урожая. (В съвременния испански „карне“ „carne“ – от латински: „месо“). Основен център на култовото почитание е Спарта, като Карнея се състои всяка година от 7-ия до 15-ия ден на месеца Карней (или според Атическия календар, гр.: Μεταγειτνιών – „Метагитнио̀н“ или приблизително юли-август). По време на този фестивал всички военни операции временно се прекратяват.

## Значение
Карнея изглежда има едновременно аграрен, военен и изкупителен/очистителен характер.
В последния аспект се предполага, че се е отбелязвала смъртта на (бел. прев. „друг един“) Карн, Акарнански прорицател и любимец на Аполон, който, бидейки заподозрян в шпионаж, е посечен от Хипот – един от Хераклидите (потомците на Херакъл), при преминаването на дорийците от Навпакт в Пелопонес. За да ги накаже, Аполон изпраща болести върху спартанската армия, които затихнали едва след установяването на Карнейския фестивал.
Традиционната история има за цел обяснението на първоначалната практика да се дава жертвоприношение човек, а впоследствие – животно. Аграрният и военният аспект на фестивала са много по-ясни и без нужда от специално обяснение.

### Свещеност на фестивала
Важността на фестивала и месеца му е отбелязана в няколко събития: поради тази причина спартанците закъсняват и не успяват да помогнат на атиняните в битката при Маратон (Херодот, vi. 106). Пак по тази причина, когато Епидавър е нападнат през 419 пр.н.е. от Аргос, маневрите на спартанците под водачеството на Агис II се осуетяват до края на месеца, докато аргосци, бидейки също дорийци и подвластни на празника, манипулирайки календара избегнали нуждата да прекратят военните си действия (Джордж Гроут, История на Гърция, глава 56; Тукидид v. 54).
Едно важно военно събитие, битката при Термопилите става по време на Карнейския фестивал; независимо от пророческите думи на предците си, цар Леонид тръгва на война с пълното съзнание, че никога няма да се завърне, но поради друго пророчество – на Делфийския оракул, което предупреждавало, че или Спарта ще плаче за един от царете си, или децата на Персей, сиреч персите, ще погубят Лакедемон (Херодот, vii. 206)

## Честване

### Първа част на фестивала
Пет неженени младежи „карнеати“ (Καρνεᾶται) (под 30-годишна възраст, като за времето на мандата си трябва да останат неженени) се избират от всяко племе за срок от четири (4) години чрез хвърляне на жребий, за да надзирават провеждането на ритуала като изпълняващият обреда жрец се нарича „водач“ (ἀγητής – а̀гитис). Мъж окичен с гирлянди побягва, гонен от група млади мъже наричани стафилодроми (означава ходещи с грозде, поради това, че носели чепки грозде в ръцете си) като ако го хванат това значело добра реколта и успехи за града, а ако не обратното. Някои източници от древността, намерени на остров Тера (спартанска колония) допълват, че бягащият не е мъж, а по-младо момче окичено с гирлянди от стафиди, преследвано от по-големите младежи и първият, който го настигне го обладава като това се смятало за добра поличба за града; това имало магически и религиозен смисъл.

### Втора част на фестивала
Девет палатки се разпъват покрай града, във всяка от които стоят по девет граждани на Спарта представляващи фратриите (или обаите), пируващи заедно в чест на бога (такива палатки или колиби напомнят на еврейския празник на палатките; и според статията на Уилям Фаулър от март 1908 в Класически преглед (Classical Review, March 1908) и на селския фестивал описан от древноримския поет Тибул ii. I.). По Димитрий Скепсидски (в Атенеи iv. 141), Карнея е имитация на казармения живот и всичко ставало по нареждания на специален вестоносец. Що се отнася до жертвоприношението, за което няма съмнение, че е ставало, единствено известно е приношението на овен. Други факти сочат, че фестивалът е придобил военен характер в самото му начало, което може да се очаква от войнолюбивите дорийци, макар някои изследователи да не споделят това становище. Селскостопанският смисъл на фестивала е непротиворечив и има многобройни паралели с други подобни европейски празници на урожая и плодородието, при които животно (или човек маскиран като животно) е преследвано от ловци. Ако животното е хванато, ловците го убивали и това било добра поличба. Според статията на историка Е. Х. Бини от март 1908 в Класически преглед Карнейските игри били превъплъщение на мита за Алкестида, която е свързана с името на Аполон и представлява „растителна драма“, въплъщаваща в церемония понятията на древните за живота, смъртта и въскресението.